# Marchfeld Schnellstraße
De Marchfeld Schnellstraße (S8) is een geplande Schnellstraße in Oostenrijk. De S8 zal een verbinding vormen tussen Wenen en Bratislava vormen en 34 kilometer lang worden. De S8 zal de S1 verbinden met de grens met Slowakije (D4) bij Marchegg. 
Autobahnen: A1 · A2 · A3 · A4 · A5 · A6 · A7 · A8 · A9 · A10 · A11 · A12 · A13 · A14 · A21 · A22 · A23 · A24 · A25 · A26
Schnellstraßen: S1 · S2 · S3 · S4 · S5 · S6 · S7 · S8 · S10 · S16 · S18 · S31 · S33 · S34 · S35 · S36 · S37